# Gustaf Sirén
Gustaf Emil Sirén, född 23 februari 1920 i Nastola, död 11 maj 2008 i Stockholm, var en finländsk skogsforskare.
Sirén blev agronomie- och forstdoktor 1955. Han var 1966–1973 extra ordinarie professor i skogsvård vid Helsingfors universitet; från 1964 verkade han även i Sverige vid dåvarande Skogshögskolan som professor samt 1978–1985 vid Sveriges lantbruksuniversitet som extra ordinarie professor i energiskogsbruk.
Sirén hörde till banbrytarna i nordisk skogsforskning inom specialområdet skogsföryngring. I Finland var hans forskningsresultat avgörande när man på 1960-talet började satsa på intensivare skogsbruk i norra Finland, vilket resulterade i stora områden med unga tallbestånd. I Sverige blev Sirén en ledande forskare inom mekaniserad skogsföryngring och grundade en forskargrupp kring detta tema. Han forskade även kring snabbväxande lövträd och påvisade under oljekrisen på 1970-talet att biobränslen kan ersätta både olja och kol. Han publicerade flera vetenskapliga skrifter och rapporter, bland annat Kan vi odla vår energi? (1977).